# 1792 год
1792 (ты́сяча семьсо́т девяно́сто второ́й) год  по григорианскому календарю — високосный год, начинающийся в воскресенье. Это 1792 год нашей эры, 2‑й год 10‑го десятилетия XVIII века 2‑го тысячелетия, 3‑й год 1790‑х годов. Он закончился 233 года назад.
| Пн | Вт | Ср | Чт | Пт | Сб | Вс |
|    |    |    |    |    |    | 1  |
| 2  | 3  | 4  | 5  | 6  | 7  | 8  |
| 9  | 10 | 11 | 12 | 13 | 14 | 15 |
| 16 | 17 | 18 | 19 | 20 | 21 | 22 |
| 23 | 24 | 25 | 26 | 27 | 28 | 29 |
| 30 | 31 |    |    |    |    |    |

| Пн | Вт | Ср | Чт | Пт | Сб | Вс |
|    |    | 1  | 2  | 3  | 4  | 5  |
| 6  | 7  | 8  | 9  | 10 | 11 | 12 |
| 13 | 14 | 15 | 16 | 17 | 18 | 19 |
| 20 | 21 | 22 | 23 | 24 | 25 | 26 |
| 27 | 28 | 29 |    |    |    |    |

| Пн | Вт | Ср | Чт | Пт | Сб | Вс |
|    |    |    | 1  | 2  | 3  | 4  |
| 5  | 6  | 7  | 8  | 9  | 10 | 11 |
| 12 | 13 | 14 | 15 | 16 | 17 | 18 |
| 19 | 20 | 21 | 22 | 23 | 24 | 25 |
| 26 | 27 | 28 | 29 | 30 | 31 |    |

| Пн | Вт | Ср | Чт | Пт | Сб | Вс |
|    |    |    |    |    |    | 1  |
| 2  | 3  | 4  | 5  | 6  | 7  | 8  |
| 9  | 10 | 11 | 12 | 13 | 14 | 15 |
| 16 | 17 | 18 | 19 | 20 | 21 | 22 |
| 23 | 24 | 25 | 26 | 27 | 28 | 29 |
| 30 |    |    |    |    |    |    |

| Пн | Вт | Ср | Чт | Пт | Сб | Вс |
|    | 1  | 2  | 3  | 4  | 5  | 6  |
| 7  | 8  | 9  | 10 | 11 | 12 | 13 |
| 14 | 15 | 16 | 17 | 18 | 19 | 20 |
| 21 | 22 | 23 | 24 | 25 | 26 | 27 |
| 28 | 29 | 30 | 31 |    |    |    |

| Пн | Вт | Ср | Чт | Пт | Сб | Вс |
|    |    |    |    | 1  | 2  | 3  |
| 4  | 5  | 6  | 7  | 8  | 9  | 10 |
| 11 | 12 | 13 | 14 | 15 | 16 | 17 |
| 18 | 19 | 20 | 21 | 22 | 23 | 24 |
| 25 | 26 | 27 | 28 | 29 | 30 |    |

| Пн | Вт | Ср | Чт | Пт | Сб | Вс |
|    |    |    |    |    |    | 1  |
| 2  | 3  | 4  | 5  | 6  | 7  | 8  |
| 9  | 10 | 11 | 12 | 13 | 14 | 15 |
| 16 | 17 | 18 | 19 | 20 | 21 | 22 |
| 23 | 24 | 25 | 26 | 27 | 28 | 29 |
| 30 | 31 |    |    |    |    |    |

| Пн | Вт | Ср | Чт | Пт | Сб | Вс |
|    |    | 1  | 2  | 3  | 4  | 5  |
| 6  | 7  | 8  | 9  | 10 | 11 | 12 |
| 13 | 14 | 15 | 16 | 17 | 18 | 19 |
| 20 | 21 | 22 | 23 | 24 | 25 | 26 |
| 27 | 28 | 29 | 30 | 31 |    |    |

| Пн | Вт | Ср | Чт | Пт | Сб | Вс |
|    |    |    |    |    | 1  | 2  |
| 3  | 4  | 5  | 6  | 7  | 8  | 9  |
| 10 | 11 | 12 | 13 | 14 | 15 | 16 |
| 17 | 18 | 19 | 20 | 21 | 22 | 23 |
| 24 | 25 | 26 | 27 | 28 | 29 | 30 |

| Пн | Вт | Ср | Чт | Пт | Сб | Вс |
| 1  | 2  | 3  | 4  | 5  | 6  | 7  |
| 8  | 9  | 10 | 11 | 12 | 13 | 14 |
| 15 | 16 | 17 | 18 | 19 | 20 | 21 |
| 22 | 23 | 24 | 25 | 26 | 27 | 28 |
| 29 | 30 | 31 |    |    |    |    |

| Пн | Вт | Ср | Чт | Пт | Сб | Вс |
|    |    |    | 1  | 2  | 3  | 4  |
| 5  | 6  | 7  | 8  | 9  | 10 | 11 |
| 12 | 13 | 14 | 15 | 16 | 17 | 18 |
| 19 | 20 | 21 | 22 | 23 | 24 | 25 |
| 26 | 27 | 28 | 29 | 30 |    |    |

| Пн | Вт | Ср | Чт | Пт | Сб | Вс |
|    |    |    |    |    | 1  | 2  |
| 3  | 4  | 5  | 6  | 7  | 8  | 9  |
| 10 | 11 | 12 | 13 | 14 | 15 | 16 |
| 17 | 18 | 19 | 20 | 21 | 22 | 23 |
| 24 | 25 | 26 | 27 | 28 | 29 | 30 |
| 31 |    |    |    |    |    |    |

## События

### Франция
- Январь — Волнения в Париже на почве дороговизны и социальных лишений.
- Начало года — Конфликт между Францией и немецкими князьями, лишившимися владений в Эльзасе. Обострение отношений Австрии и Пруссии с Францией.
- 7 февраля — Австрия и Пруссия заключили военный союз против Франции[1].
- 9 февраля — начата конфискация и продажа имущества эмигрантов.[источник не указан 2979 дней]
- весна — Стачка плотников и пекарей в Бордо.
- 20 апреля — Законодательное собрание Франции объявляет войну Австрии[1].
- 25 апреля — впервые была применена гильотина.
- Конец апреля — Пруссия вступила в войну с Францией.
- 18 июня — декретом Законодательного собрания безвозмездно отменены все «случайные» феодальные повинности[2].
- Конец июня — Многие коммуны принимают петиции с требованием упразднения королевской власти.
- 11 июля — Декрет Законодательного собрания Франции (ЗСФ), объявлявший «Отечество в опасности». Все пригодные к военной службе мужчины подлежали призыву в армию.
- 13 июля — Австрия и Россия заключают военный союз против Франции[1].
- июль — В некоторых секциях Парижа явочным порядком отменено деление граждан на «активных» и «пассивных». В Париж прибывали вооружённые отряды рабочих из провинции — федераты. Марсельский офицер Руже де Лиль написал «Песнь Рейнской армии» («Марсельезу»). Федераты создали Центральный комитет.
- начало августа — Две трети парижских секций потребовали низложения короля.
- начало августа — Манифест герцога Брауншвейгского (командующего прусской армией), заявлявшего, что целью похода является восстановление во Франции власти короля.
- 10 августа — Восстание в Париже. Комиссары секций провозгласили себя Коммуной Парижа. Взятие Тюильрийского дворца. ЗС объявило короля временно отрешённым от власти.
- начало второй декады августа — По настоянию Коммуны король и его семья арестованы. Издан декрет о созыве Национального Конвента на основе всеобщего избирательного права для мужчин. ЗСФ назначило Временный исполнительный совет (правительство, состоявшее из жирондистов, единственным якобинцем был Дантон).
- 14 августа — Декрет ЗСФ о разделе общинных земель.
- 19 августа — Прусская армия перешла границу Франции и проникла вглубь страны.
- 20 августа — Законодательное собрание начинает издание серии аграрных декретов, облегчающих выкуп крестьянами прав и уплату ими повинностей[2].
- 23 августа — Комендант-изменник сдал без боя пруссакам крепость Лонгви.
- 25 августа — Декрет ЗСФ об отмене без выкупа феодальных прав тех владельцев, которые не могли их доказать документами.
- 2 сентября — Взятие Вердена армией коалиции.
- 2-5 сентября — В тюрьмах Парижа народом казнено свыше тысячи контрреволюционеров.
- 20 сентября — Победа французской армии над войсками союзников при Вальми[1].
- 21 сентября — 1795, 26 октября — Работа Национального конвента во Франции.
- 21 сентября — Декрет Конвента об упразднении королевской власти и установлении республики.
- осень — Массовое движение рабочих во Франции. Фактическая отмена августовских декретов о порядке распродажи эмигрантских земель.
- 2 октября — создан Комитет общественной безопасности[3].
- 6 ноября — Победа французской революционной армии при Жемаппе над войсками Австрии и Пруссии[1].
- 15 декабря — декретом Конвента уничтожаются все феодальные права и повинности на территориях, занятых французской армией[2].
- конец года — Французские войска заняли Бельгию и Рейнскую область.
- Присоединение к Франции Савойи и Ниццы.
- Изобретены первые лампы на светильном газе.

### Другие страны
- Начало года — Образование «Лондонского корреспондентского общества». Председатель Томас Гарди.
- Конец года — В Великобритании заочно осуждён Т. Пэйн, избранный во французский Конвент.
- В Дании принят закон об уничтожении общинного землепользования.
- 1792—1809 — Король Швеции Густав IV Адольф.
- 1792—1830 — Император Священной Римской империи (до 1806), король Чехии (до 1804), эрцгерцог Австрии (до 1804) и король Венгрии (до 1830) Франц II
- 9 января — заключён Ясский мирный договор, завершивший русско-турецкую войну 1787—1792. Турция признала новую русскую границу по Днестру, со включением Крыма и Кубани в состав России, отказалась от претензий на Грузию. К России отошло побережье Чёрного моря от Южного Буга до Днестра.
- 18 июля — победа русской армии (Каховского) над польской (Костюшко) под Дубенкой (Русско-польская война 1792),
- Начало реформ Селима III в Турции.

## Родились
См. также: Категория:Родившиеся в 1792 году
- 28 февраля — Карл Максимович Бэр, русский естествоиспытатель, основатель эмбриологии (ум. 1876).
- 29 февраля — Джоаккино Россини, итальянский композитор (ум. 1868).
- 12 марта — Густав Адольф Гиппиус, художник-портретист балтийско-немецкого происхождения, литограф и педагог (ум. 1856).
- 16 марта — Михаил Васильевич Милонов, русский поэт (ум. 1821).
- 17 апреля — Василий Иванович Козлов, русский поэт, журналист, критик (ум. 1825).
- 25 апреля — Джон Кебл, английский религиозный деятель и поэт (ум. 1866).
- 13 мая — Пий IX, Папа Римский, занимавший святейший престол дольше всех (ум. 1878).
- 21 мая — Гюстав Гаспар Кориолис, французский математик (ум. 1843).
- 23 июля — Пётр Андреевич Вяземский, русский поэт и литературный критик (ум. 1878).
- 21 августа — Пётр Александрович Плетнёв, русский поэт и литературный критик (ум. 1866).
- 10 ноября — Макарий (Глухарёв), российский православный миссионер, переводчик Библии.
- 30 ноября — Франсуа-Андре Изамбер, французский политический деятель (ум. 1857).
- 1 декабря — Николай Иванович Лобачевский, русский математик (ум. 1856).
- 18 декабря — Уильям Хоувит (ум. 1879) — английский писатель и историк.

## Скончались
См. также: Категория:Умершие в 1792 году

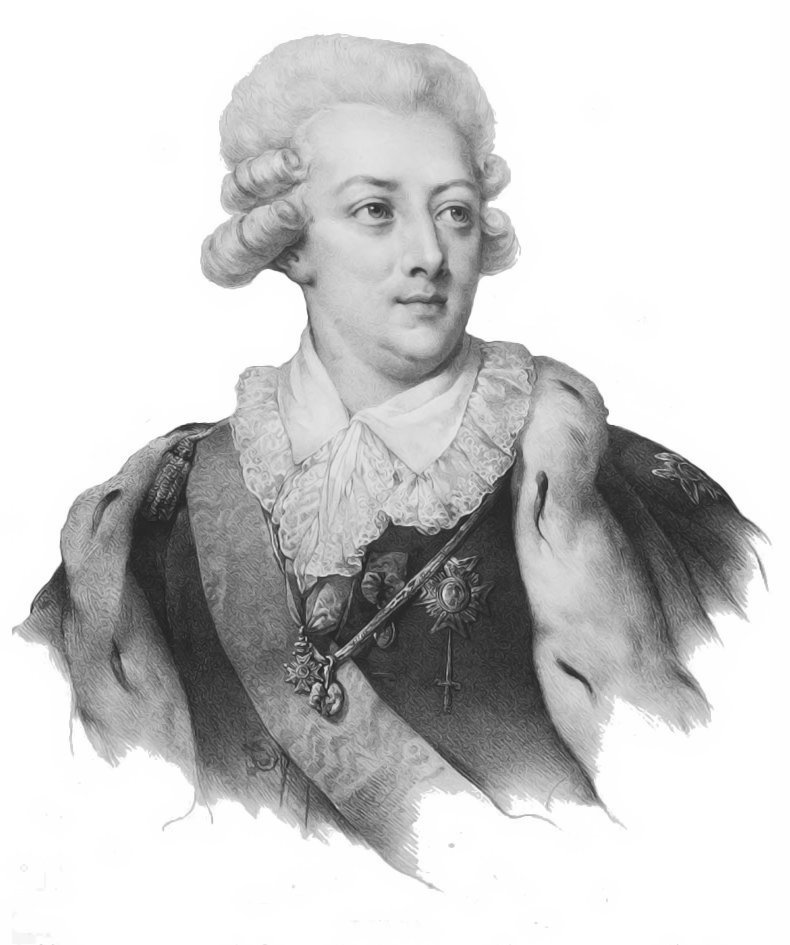
Густав III

- 23 февраля — Джошуа Рейнолдс, английский художник (род. 1723).
- 1 марта — Леопольд II, император Священной Римской империи (род. 1747) (стал жертвой масонского заговора).
- 3 марта — Роберт Адам, английский архитектор (род. 1728).
- 29 марта — Густав III, король Швеции (род. 1746) (по некоторым сведениям, убит масонами).
- 18 мая — Шарль Симон Фавар, французский драматург (род. 1710).
- 4 июня — Якоб Михаэль Рейнхольд Ленц, немецкий писатель и драматург (род. 1751).
- 18 ноября — Михаил Леонтьевич Фалеев, русский дворянин, статский советник, поставщик армии Григория Потёмкина, инженер.
- 12 декабря — Денис Иванович Фонвизин, русский писатель (род. 1744 или 1745).